# Tokmak
Tokmak (in ucraino e in russo Токмак?) è una città ucraina (29 573 abitanti), nel distretto di Polohy, nell'oblast' di Zaporižžja. Ospita l'amministrazione della comunità territoriale di Tokmak, una delle comunità territoriali dell'Ucraina..
Fino al 18 luglio 2020 Tokmak costituiva una città di rilevanza regionale e non apparteneva ad alcun distretto anche se era il centro amministrativo del distretto di Tokmak. Come parte della riforma amministrativa dell'Ucraina, che ridusse a cinque il numero di distretti dell'oblast' di Zaporižžja, la città fu integrata nel distretto di Polohy.
Dal 2022 è sotto il controllo della Federazione Russa.